# Acalolepta lessonii
Acalolepta lessonii là một loài bọ cánh cứng trong họ Cerambycidae.